# Blorong
Blorong is een bestuurslaag in het regentschap Karanganyar van de provincie Midden-Java, Indonesië. Blorong telt 3541 inwoners (volkstelling 2010).